# 工場法 (日本)
工場法（こうじょうほう、明治44年3月29日法律46号）は、工場労働者の保護に関する日本の法律である。
1911年（明治44年）に公布、1916年（大正5年）に施行された。1947年（昭和22年）に労働基準法が施行されたことによって廃止。
日本における近代的な労働法の端緒ともいえる法律であり、その主な内容は、工場労働者（職工）の就業制限と、業務上の傷病死亡に対する扶助制度である。ただし、小規模工場は適用対象外であり、就業制限についても、労働者全般を対象としたものではなく、年少者と女子労働者（保護職工）について定めたものにとどまり成人男性には適用されないなど、労働者保護法としては貧弱なものであった。
工場法は、労働者の権利として合理的な労働条件を保障するものではなく、「慈悲の規則」「労働力保護の例外的規則」であったと評される。工場法制定にあたっても、「産業の発達」と「国防」という面が強調されており、今日の労働法のような「労働者の保護」を目指した法というより、人的資源としての「労働力の保護」という思想の下に制定されたものであった。

## 制定までの過程
明治前期の1881年（明治14年）、内務省から農商務省が分離した。その翌年、農商務省工務局調査課が設置され、そこで諸外国の労役法や工場条例といった諸制度、国内における職工や工場に関する状況について調査が行われた。この調査を元に、1887年（明治20年）に職工条例及び職工徒弟条例の草案が作られた。これらの法案では、年少者の就業制限のほか、職工条例では、工場主に対して義務教育未修了者や非免除者を通学させる義務を課し、職工徒弟条例では、16歳未満の徒弟への読書、習字、算術の教授義務を課す等、進歩的な内容であったが、「有害無益な翻訳趣味」として業界から反対され、また、政府内での調整もできず、結局これは公表には至らなかった。
明治後期になると、日清戦争を契機として、軍事工業をはじめとする諸工業が発展し、同時に工場労働者の数も飛躍的に増加した。このことは同時に、労働問題の発生にもつながり、1897年（明治30年）には労働組合期成会が設立されるなど、労働運動が本格化していった。同年、政府は職工法案を作成したが、財界の支持を得られないまま議会が解散され、廃案となった。
1898年（明治31年）、政府は前年の職工法案を修正し、工場法案を作成したが、これに対しても財界からの反対があった。そこで、翌年の1899年（明治32年）、保護規定を緩和する修正を加えたうえで議会に提出しようとしたが、内閣が総辞職となり、工場法案が提出されることはなかった。
1902年（明治35年）、議会において工場法を速やかに制定すべき旨の建議がなされ、政府も新しい工場法案を作成した。翌年の1903年（明治36年）には、農商務省から、詳細な労働調査研究結果を記した『職工事情』が刊行されたが、結局のこの法案も日露戦争の勃発によって制定には至らなかった。
日露戦争終結後の1909年（明治42年）、政府は再び議会に工場法案を提出した。このころには、年少者や女子労働者よりも熟練工を要求する重工業が発展していたため、大企業からは譲歩的な態度もみられるようになっていたものの、繊維産業や中小企業を中心として、特に女子の夜間労働禁止に対する反対が強く、1910年（明治43年）2月26日に法案は撤回された。1911年（明治44年）2月1日、政府は、深夜業禁止については15年間適用しないとする法案修正を行って法案を議会に提出し、同年3月20日、貴族院で可決し工場法は3月29日、公布された。
30年という年月を経て公布にこぎつけた工場法だったが、施行まではさらに5年を要し、1916年（大正5年）9月1日に施行された。
1916年1月22日に工場法を6月1日から施行する旨公布され（勅令）、枢密院の反対のために、5月31日に、施行日を9月1日に改める旨公布された（勅令）。1月22日、工場法施行に備えて警視庁および大阪など8道府県の警察部に工場監督官を設置する旨公布された（勅令）。

## 内容

### 適用範囲
工場法の適用を受ける工場は、制定時の規定では、原則として「常時15人以上の職工を使用するもの」（1条1項1号）及び「事業の性質危険なるもの又は衛生上有害の虞あるもの」（同項2号）であったが、適用を必要としない工場は勅令で除外することができるとされていた（同条2項）。また、1条に該当しない工場であっても、原動力を用いる工場に関しては、主務大臣は、扶助に関する規定等、一部の規定については適用することができた（24条）。
1923年の改正（大正12年改正）により、「常時10人以上」の職工を使用する工場に適用範囲が拡大された。
このように、工場法は小規模工場には適用されず、また、現実には多くの工場が適用除外とされたことから、労働者保護には不十分であった。
一方、工場法の適用にあたっては、「雇傭関係カ直接工業主ト職工トノ間ニ存スルト或ハ職工供給請負者、事業請負者等ノ介在スル場合トヲ問ハス、一切其ノ工業主ノ使用スル職工トシテ取扱フモノトス」（大正5年商局第1274号）と、工業主と職工との間に雇用関係がない業務請負であっても明確に工業主に使用者責任を負わせるものであったことが、濱口桂一郎らにより指摘されている。

### 就業の最低年齢
制定時の規定では、工場法施行の際10歳以上の者を引続き就業させる場合を除き、12歳未満の者を就業させることが禁止された（2条1項）。ただし、官庁の許可があれば10歳以上の者を就業させることができる例外規定が存在した（同条2項）。
大正12年改正により、最低年齢に関する規定が削除され、工業労働者最低年齢法の規定によるものとされた。同法では、原則として14歳未満の者の使用を禁止しており（同法2条）、この規定は工場法が適用されない工場についても適用された。

### 保護職工の就業制限
制定時の規定では、15歳未満の者と女子（保護職工）について、1日12時間を超える就業（3条）、午後10時から4時までの深夜業（4条）及び危険・有害な業務への就業（9条）が禁止された。また、休日と休憩時間についても法定された（7条）。
ただし、深夜業の禁止については、繊維業界からの猛反対を受け、法律施行から15年間は2組交替制での昼夜作業が認められる猶予規定が置かれる等（5条）、内容的には不徹底であった。
これらの規定は、大正12年改正により、保護職工とされる年少者の範囲が「16歳未満」に変更され、就業時間の「12時間」が「11時間」に変更されたほか、15年の猶予期間が2年短縮された。
12条では、主務大臣が産婦（大正12年改正により「産前産後若しくは生児保育中の女」に変更）の就業制限の規定を制定することができるとされていた。

### 扶助制度
保護職工に限らず、工場労働者の業務上の傷病や死亡について、本人や遺族に対する扶助が規定された（15条）。

### 労働者の健康診断
結核予防を目的として、1942年の施行規則の改正により健康診断が義務付けられた。これは現在の労働安全衛生法による健康診断に引き継がれている。